# Crazy (Icehouse)
Crazy is een nummer dat bandleden Iva Davies en Robert Kretschmer schreven voor het vijfde studioalbum Man of colours van Icehouse uit 1987. Op 8 juni dat jaar werd het nummer oorspronkelijk eerst in Australië en Nieuw-Zeeland op single uitgebracht en in oktober in Europa, de VS en Canada heruitgebracht.

## Achtergrond
Davies en Kretschmer schreven over dat hun vriendin wel gek moest zijn om voor hun te vallen.
De plaat werd in Nederland, België en Duitsland door Ariola (distributeur van Chrysalis Records) met B-kant Completely gone op single uitgegeven en werd uitsluitend een hit in Oceanië, het Verenigd Koninkrijk en het Nederlandse taalgebied.
In Nederland was de plaat op zondag 11 oktober 1987 de 195e Speciale Aahbieding bij de KRO op Radio 3 en werd een radiohit in de destijds twee landelijke hitlijsten op de nationale publieke popzender. De plaat bereikte de 17e positie in de Nationale Hitparade Top 100 en piekte op de 9e positie in de Nederlandse Top 40. In de Europese hitlijst op Radio 3, de TROS Europarade, werd géén notering behaald, aangezien deze lijst op donderdag 25 juni 1987 voor de laatste keer werd uitgezonden.
In België bereikte de plaat de 20e positie in de voorloper van de Vlaamse Ultratop 50 en de 12e positie in de Vlaamse Radio 2 Top 30. In Wallonië werd géén notering behaald.
In Australië en Nieuw-Zeeland werd het een grotere hit; Australië liet als toppositie de 4e positie zien; Nieuw-Zeeland de 10e positie, maar wel met 24 (!) weken notering. De Verenigde Staten liet een 14e positie zien in de Billboard Hot 100; het Verenigd Koninkrijk bleef achter met slechts een 74e positie bij de oorspronkelijke uitgave. De heruitgave uit oktober 1987 bereikte begin 1988 de 38e positie in de UK Singles Chart.
Van het album verschenen nog vier singles, waarvan Electric blue wereldwijd enorm populair werd, maar in Nederland slechts een 83e positie (drie weken notering) haalde in de Nationale Hitparade Top 100. In de Nederlandse Top 40 en in België werd géén notering behaald.
Sinds de editie van december 2003 stond de plaat tot en met de editie van december 2017 regelmatig genoteerd in de jaarlijkse NPO Radio 2 Top 2000 van de Nederlandse publieke radiozender NPO Radio 2, met als hoogste notering een 1337e positie in 2003.

## NPO Radio 2 Top 2000
Crazy komt wisselend voor in de Radio 2 Top 2000.

| Nummer met noteringen in de NPO Radio 2 Top 2000 | '03  | '04  | '05 | '06  | '07 | '08  | '09  | '10  | '11  | '12 | '13  | '14  | '15  | '16  | '17  |
| ------------------------------------------------ | ---- | ---- | --- | ---- | --- | ---- | ---- | ---- | ---- | --- | ---- | ---- | ---- | ---- | ---- |
| Crazy                                            | 1337 | 1524 | -   | 1580 | -   | 1981 | 1613 | 1602 | 1739 | -   | 1905 | 1657 | 1751 | 1878 | 1885 |

1. ↑  Een '-' betekent dat het nummer niet was genoteerd en een vetgedrukt getal geeft de hoogste notering aan.
2. ↑  2003 was het eerste jaar met een notering voor dit nummer.
3. ↑  Deze tabel is bijgewerkt tot en met de laatste editie (2024).